# Kim Christensen (voetballer, 1979)
Kim Christensen (Fredericia, 16 juli 1979) is een Deens betaald voetballer die dienstdoet als doelman. Hij verruilde in juli 2010 IFK Göteborg voor FC Kopenhagen. Christensen debuteerde in mei 2010 in het Deens voetbalelftal.

## Trivia
- Christensen maakte als doelman van IFK Göteborg voorafgaand aan een wedstrijd tegen Örebro in 2009 zijn eigen doel kleiner. Hij deed dit door de doelpalen een paar centimeter verder de grond in te trappen. Christensen gaf dit na afloop van de wedstrijd toe en vertelde daarbij dat hij het al eerder had gedaan.[1]